# Appalachian State Mountaineers

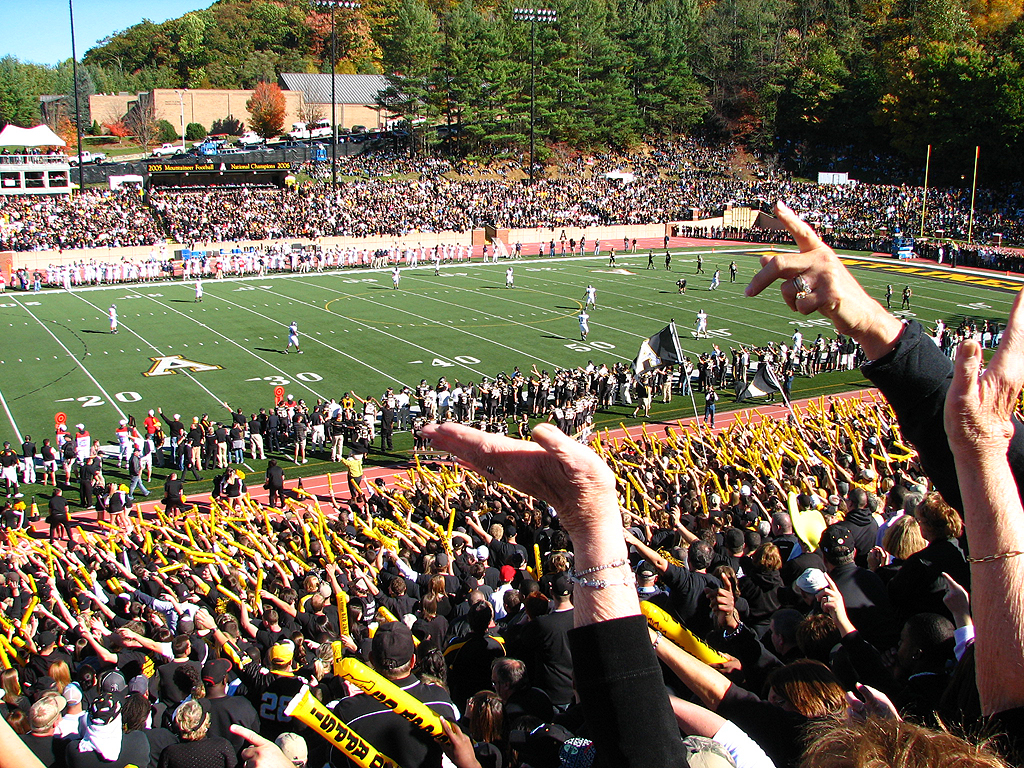
Kidd Brewer Stadium

Appalachian State Mountaineers (español: Montañeros de la Estatal de Apalaches) es el equipo deportivo de la Universidad Estatal de Apalaches, situada en Boone, Carolina del Norte. Los equipos de los Mountaineers participan en las competiciones universitarias organizadas por la NCAA, y forman parte de la Sun Belt Conference desde julio de 2014. A los equipos femeninos se les denomina Lady Apps.

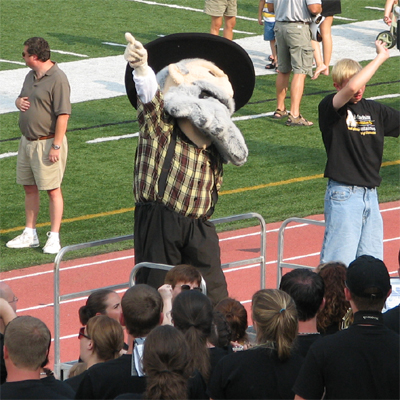
Yosef, la mascota.

## Apodo y mascota
El apodo de la universidad es el de "montañeros" (mountaineers), en clara referencia a los montes Apalaches que atraviesan la zona. La mascota se llama Yosef (en la foto), y el origen de su nombre se debe a la pronunciación en las montañas del término yourself (tú mismo), e incide en la idea de que si tú eres un fan, y tienes un corazón negro y oro, tú eres Yousef. La primera aparición de la mascota data de 1942, en el anuario de la universidad de ese mismo año.

## Programa deportivo
Los Mountaineers y Lady Apps participan en las siguientes modalidades deportivas:
| - Masculino - Béisbol - Baloncesto - Cross - Fútbol americano - Fútbol - Tenis - Golf - Atletismo - Lucha libre | - Femenino - Baloncesto - Cross - Hockey sobre hierba - Tenis - Golf - Fútbol - Softball - Voleibol - Atletismo |

### Fútbol americano
El equipo de fútbol americano de la universidad compite desde el año 1928, pero los mayores éxitos los ha conseguido en los últimos años, ganando el título nacional de la Division I Football Championship Subdivision en 2005, 2006 y 2007. Han conseguido además 8 títulos de campeones de la Southern Conference. Por último en el season opener de la temporada 2007 consiguió uno de los mayores upset de la historia al vencer a Michigan en The Big House con un field goal bloqueado en los últimos segundos. Michigan estaba situado 5º en los preseason polls y era la primera vez que un equipo de la FCS ganaba a un equipo situado de la FBS.

### Baloncesto
El equipo de baloncesto tan solo ha llegado al torneo de la NCAA en dos ocasiones, en 1979 y en 2000. Participó también en el NIT en 2007. Solamente uno de sus jugadores ha llegado a la NBA, Belus Smawley en los años 50.